# Alibertia edulis
Alibertia edulis är en måreväxtart som först beskrevs av Louis Claude Marie Richard, och fick sitt nu gällande namn av Achille Richard och Dc.. Alibertia edulis ingår i släktet Alibertia och familjen måreväxter.

## Underarter
Arten delas in i följande underarter:
- A. e. edulis
- A. e. obtusiuscula